# Balesmes-sur-Marne
Balesmes-sur-Marne – miejscowość i dawna gmina we Francji, w regionie Grand Est, w departamencie Górna Marna. W 2013 roku jej populacja wynosiła 244 mieszkańców. 
1 stycznia 2016 roku połączono dwie wcześniejsze gminy: Saints-Geosmes oraz Balesmes-sur-Marne. Siedzibą gminy została miejscowość Saints-Geosmes, a nowa gmina przyjęła jej nazwę.

## Populacja

Populacja Balesmes-sur-Marne w latach 1962–2008